# 大阪府道・奈良県道702号大阪枚岡奈良線
大阪府道・奈良県道702号大阪枚岡奈良線（おおさかふどう・ならけんどう702ごう おおさかひらおかならせん）は、大阪府大阪市中央区から奈良県奈良市に至る一般府県道である。

## 概要
大阪府大阪市中央区難波2丁目から奈良県奈良市三碓7丁目に至る。
起点から大阪市東成区の今里交差点までの区間は、大正初期から昭和初期にかけて大阪市電九条高津線・大阪市電上本町下味原町線・大阪市電鶴橋線の敷設によって整備された。
今里交差点から東大阪市の箱殿東交差点までの区間は、昭和初期に大阪都市計画事業に基づく十大放射路線のひとつ「府道大阪枚岡線」として整備され、直線性の高い道路となっている。
国道308号と重用する大阪府と奈良県の府県境を越える暗峠（くらがりとうげ）の道路は、石畳と非常に急な勾配が続く隘路となっており、自動車での通行は困難である。

### 路線データ
- 起点：大阪府大阪市中央区難波2丁目（難波交差点、国道25号交点、大阪市道難波境川線起点）
- 終点：奈良県奈良市三碓7丁目（三碓橋東詰交差点、大阪府道・奈良県道7号枚方大和郡山線交点）
- 総延長：24.46 km

## 歴史
- 1954年（昭和29年）1月20日 - 昭和29年政令16号で建設省（現・国土交通省）から主要地方道大阪枚岡奈良線（大阪市南区難波（難波交差点） - 奈良市三条町（国鉄奈良駅前交差点））に指定。その後、国鉄奈良駅北側の踏切の渋滞解消対策から1963年（昭和38年）3月に都市計画道路三条栄町大森線が開通し、国道24号（現・京都府道・奈良県道754号木津横田線）と接続する終点を三条町から大森町交差点に変更。
- 1971年（昭和46年）6月26日 - 1969年（昭和44年）12月4日に大阪市東成区今里 - 奈良県生駒郡生駒町小瀬（当時）、奈良市中町砂茶屋 - 奈良市大森町が一般国道308号が指定されたことに伴い、生駒市市制4か月前に主要地方道の指定を外され一般府県道へ降格された。

## 路線状況

### 別名
- 千日前通（難波交差点 - 新深江交差点）
- 暗越奈良街道
  - 産業道路（大阪府域）
  - 旧308号（大阪府域）

### 重複区間
- 国道308号（大阪府大阪市東成区大今里3丁目・今里交差点 - 大阪市東成区深江南）
- 大阪府道24号大阪東大阪線（大阪府大阪市東成区深江南2丁目・新深江交差点 - 東大阪市高井田本通2丁目・布施柳通交差点）
- 大阪府道15号八尾茨木線（大阪府東大阪市御厨栄町3丁目・御厨栄町交差点 - 東大阪市吉田本町1丁目・英田農協前交差点）
- 国道308号（大阪府東大阪市箱殿町・箱殿交差点 - 奈良県生駒市小瀬町・小瀬町西交差点）
- 国道168号（奈良県生駒市小瀬町・小瀬町西交差点 - 生駒市東菜畑2丁目・菜畑駅東交差点）

### 道路施設

#### 橋梁
- 大阪府
  - 剣橋（平野川、大阪市東成区）
  - 今里大橋（平野川分水路、大阪市東成区、国道308号重複区間内）
  - 御厨大橋（第二寝屋川、東大阪市、大阪府道15号八尾茨木線重複区間内）
- 奈良県
  - 三碓橋（富雄川、奈良市）

### その他
- 2008年（平成20年）1月20日、日本テレビ系列で放送の『ザ!鉄腕!DASH!!』でTOKIOの城島茂が、食用植物油の廃油を燃料に、タイのオート三輪、トゥクトゥクに乗り込み大阪住吉大社から奈良へ向かうのに本道路を走行した。
- 奈良県の整理番号は認定当初は16、1966年（昭和41年）2月15日に6へ変更、一般県道へ降格後の1972年（昭和47年）5月19日から1994年（平成6年）3月31日までは114だった。
- 1984年（昭和59年）3月 - 1994年（平成6年）3月は路線番号に大阪府道169号が与えられていた。現在でも、東高井田（東大阪市）付近に大阪府道169号大阪枚岡奈良線の標識が残ったままである[注釈 1]。
- 中央大通（国道308号）と並行して大阪市内と枚岡（東大阪市東部）を最短で結ぶ道路であるため、千日前通の区間を含めて渋滞が多い。千日前通以外の区間では、布施柳通交差点（大阪府道24号大阪東大阪線との交点）、御厨交差点（旧大阪中央環状線）、意岐部西・意岐部東交差点（大阪府道2号大阪中央環状線）、菱江交差点（大阪府道21号八尾枚方線）で渋滞が発生しやすい。

## 地理

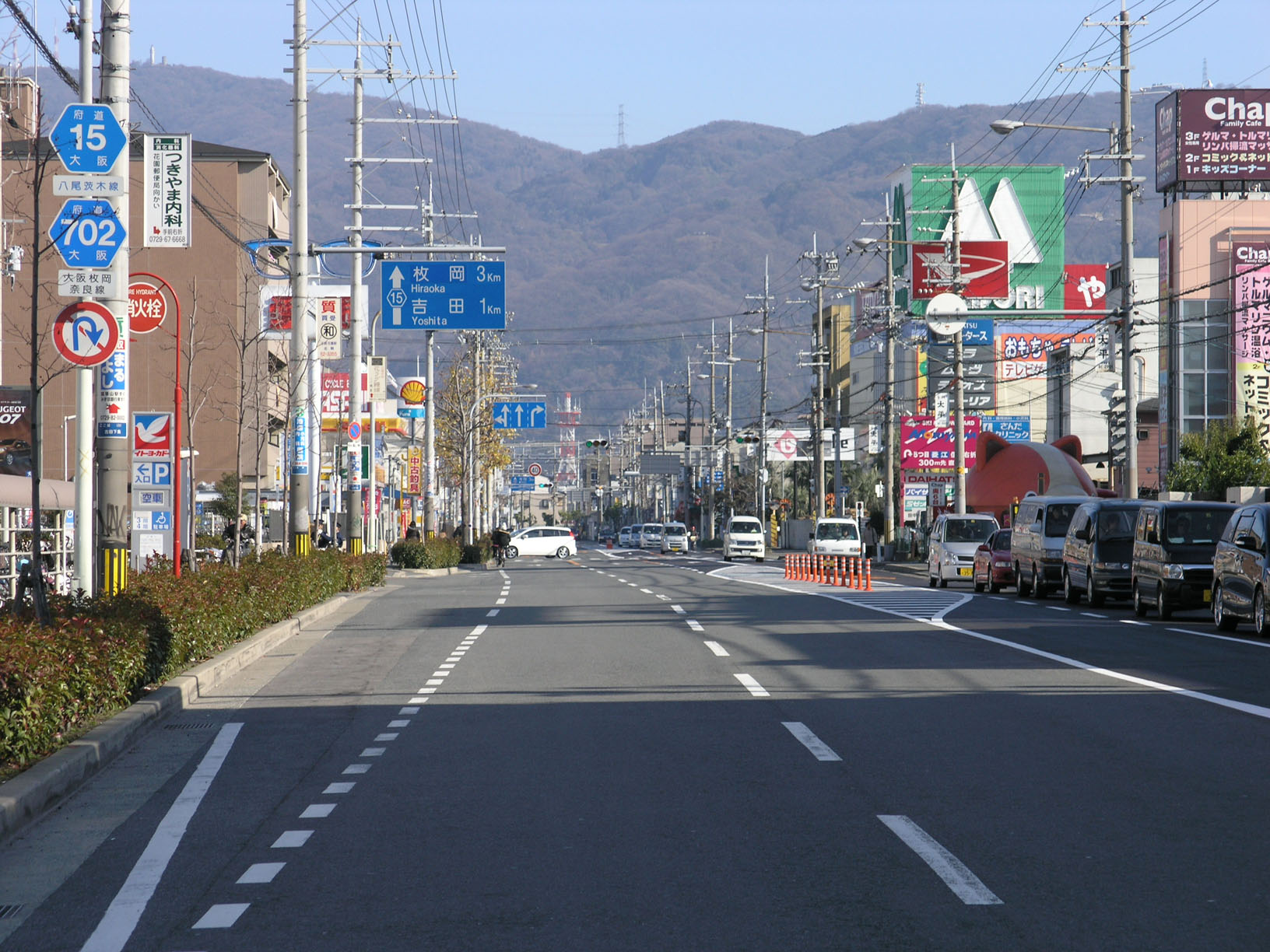
大阪府道15号八尾茨木線との重複区間（東大阪市稲葉付近、遠くに生駒山地・暗峠方面が見える）

### 通過する自治体
- 大阪府
  - 大阪市（中央区 - 天王寺区 - 東成区） - 東大阪市
- 奈良県
  - 生駒市 - 奈良市

### 交差する道路
| 交差する道路                                                                                         | 都道府県県 | 市町村名 | 市町村名 | 交差する場所    | 交差する場所            |
| --- | ---------- | -------- | -------- | --------------- | ----------------------- |
| 国道25号 / 御堂筋 国道26号 重複 国道165号 重複 大阪市道難波境川線 / 千日前通                         | 大阪府     | 大阪市   | 中央区   | 難波1丁目       | 難波交差点 / 起点       |
| 大阪府道102号恵美須南森町線 / 堺筋                                                                   | 大阪府     | 大阪市   | 中央区   | 日本橋1丁目     | 日本橋1交差点           |
| 大阪市道天神橋天王寺線 / 松屋町筋                                                                    | 大阪府     | 大阪市   | 中央区   | 高津1丁目       | 下寺町交差点            |
| 大阪府道30号大阪和泉泉南線 / 谷町筋                                                                  | 大阪府     | 大阪市   | 中央区   | 谷町丁目        | 谷町9交差点             |
| 大阪市道赤川天王寺線 / 上町筋                                                                        | 大阪府     | 大阪市   | 天王寺区 | 上本町6丁目     | 上本町6交差点           |
| 大阪市道上新庄生野線                                                                                 | 大阪府     | 大阪市   | 東成区   | 玉津3丁目       | 玉津3交差点             |
| 国道308号 / 長堀通 重複区間起点 大阪府道173号大阪八尾線 大阪市道大阪環状線 / 今里筋                  | 大阪府     | 大阪市   | 東成区   | 大今里3丁目     | 今里交差点              |
| 国道308号 / 大阪内環状線 重複区間終点 国道479号 / 大阪内環状線 大阪府道24号大阪東大阪線 重複区間起点 | 大阪府     | 大阪市   | 東成区   | 深江南2丁目     | 新深江交差点            |
| 大阪府道159号平野守口線                                                                              | 大阪府     | 東大阪市 | 東大阪市 | 高井田西1丁目   |                         |
| 大阪府道24号大阪東大阪線 重複区間終点                                                                | 大阪府     | 東大阪市 | 東大阪市 | 高井田本通2丁目 | 布施柳通交差点          |
| 大阪府道15号八尾茨木線 重複区間起点                                                                  | 大阪府     | 東大阪市 | 東大阪市 | 御厨栄町3丁目   | 御厨栄町                |
| 大阪府道2号大阪中央環状線 / 旧道                                                                     | 大阪府     | 東大阪市 | 東大阪市 | 御厨4丁目       | 御厨交差点              |
| 大阪府道2号大阪中央環状線                                                                            | 大阪府     | 東大阪市 | 東大阪市 | 荒本西1丁目     | 意岐部西交差点          |
| 大阪府道2号大阪中央環状線                                                                            | 大阪府     | 東大阪市 | 東大阪市 | 荒本西1丁目     | 意岐部東交差点          |
| 大阪府道21号八尾枚方線                                                                               | 大阪府     | 東大阪市 | 東大阪市 | 菱江5丁目       | 菱江交差点              |
| 大阪府道15号八尾茨木線 重複区間終点                                                                  | 大阪府     | 東大阪市 | 東大阪市 | 吉田本町1丁目   | 英田農協前交差点        |
| 国道170号 / 大阪外環状線                                                                             | 大阪府     | 東大阪市 | 東大阪市 | 新町            | 新町交差点              |
| 国道170号 国道308号 重複区間起点 大阪府道20号枚方富田林泉佐野線 重複                                 | 大阪府     | 東大阪市 | 東大阪市 | 箱殿町          | 箱殿交差点              |
| 大阪府道170号枚岡停車場線                                                                            | 大阪府     | 東大阪市 | 東大阪市 | 東豊浦町        |                         |
| 信貴生駒スカイライン                                                                                 | 奈良県     | 生駒市   | 生駒市   | 西畑町          | [ 注釈 2 ]              |
| 国道168号 重複区間起点 国道308号 重複区間終点                                                        | 奈良県     | 生駒市   | 生駒市   | 小瀬町          | 小瀬町西交差点          |
| 国道168号 / 南生駒バイパス                                                                           | 奈良県     | 生駒市   | 生駒市   | 小瀬町          |                         |
| E92 第二阪奈道路                                                                                     | 奈良県     | 生駒市   | 生駒市   | 壱分町          | 2 壱分IC                |
| 国道168号 重複区間終点                                                                               | 奈良県     | 生駒市   | 生駒市   | 東菜畑2丁目     | 菜畑駅東交差点          |
| 奈良県道1号奈良生駒線                                                                                | 奈良県     | 奈良市   | 奈良市   | 帝塚山6丁目     | 帝塚山大学北側交差点    |
| 大阪府道・奈良県道7号枚方大和郡山線                                                                  | 奈良県     | 奈良市   | 奈良市   | 三碓7丁目       | 三碓橋東詰交差点 / 終点 |

### 交差する鉄道
- Osaka Metro谷町線
- 大阪環状線
- Osaka Metro千日前線
- おおさか東線
- 近鉄奈良線
- 近鉄生駒線

### 沿線
- 国立文楽劇場
- 黒門市場
- 上六
  - 近鉄百貨店上本町店
  - 都ホテル大阪
- 東大阪市花園ラグビー場
- 枚岡公園
- 枚岡神社
- 金剛生駒紀泉国定公園・府民の森なるかわ園地
- 近鉄生駒線
  - 南生駒駅 - 一分駅 - 菜畑駅
- 帝塚山大学東生駒キャンパス

### 峠
- 大阪府
  - 暗峠（東大阪市 - 奈良県生駒市、国道308号重複区間内）
- 奈良県
  - 椚峠（生駒市 - 奈良市）